# Joseph-Marie-Eugène Martin
Joseph-Marie-Eugène Martin (ur. 9 sierpnia 1891 w Orleanie, zm. 21 stycznia 1976 w Rouen) – francuski duchowny katolicki, arcybiskup Rouen, kardynał.

## Życiorys
Kształcił się w seminarium w Bordeaux, od 1914 służył w armii francuskiej w okresie wojny. Był poważnie ranny. Po wojnie przyjął święcenia kapłańskie w Bordeaux (18 grudnia 1920), przez kilkanaście lat pracował w archidiecezji Bordeaux jako duszpasterz, a w latach 1937–1940 pełnił funkcję wikariusza generalnego.
9 lutego 1940 został mianowany biskupem Le-Puy-en-Velay; przyjął sakrę biskupią 2 kwietnia 1940 w Bordeaux z rąk Maurice Feltina (arcybiskupa Bordeaux). W październiku 1948 został promowany na arcybiskupa Rouen, kierował archidiecezją niemal 20 lat (zrezygnował w maju 1968). Brał udział w Soborze Watykańskim II.
22 lutego 1965 wyniesiony przez papieża Pawła VI do godności kardynalskiej, otrzymał tytuł prezbitera S. Teresa al Corso d’Italia.